# Giuseppe Barbaglio
Giuseppe Barbaglio (Crema, 26 giugno 1934 – Roma, 28 marzo 2007) è stato un presbitero, teologo e biblista italiano, noto anche all'estero per i suoi studi sulla figura storica di Gesù di Nazaret e, in genere, sul Cristianesimo dell'epoca apostolica.

## Biografia
Si è laureato in teologia alla Pontificia Università Gregoriana, proseguendo gli studi in scienze bibliche a Pontificio Istituto Biblico di Roma, dove ha conseguito la licentia docendi; inoltre, si è laureato in filosofia presso l'Università di Urbino. Ha insegnato Sacra Scrittura al Seminario di Lodi e alla Facoltà Teologica dell'Italia Settentrionale, sezione di Milano.
In seguito all'abbandono del ministero ecclesiastico, ha svolto un intenso ed esclusivo lavoro di ricerca biblica sull'ambiente storico del Nuovo Testamento, sulle origini della Chiesa, sul tema del "Gesù storico" e sull'opera paolina, pubblicando numerosi volumi e articoli in Italia e all'estero e dirigendo collane specializzate. A ciò, ha unito una brillante attività di conferenziere su tematiche bibliche e teologiche, non trascurando un importante impegno nelle realtà ecclesiali di base.

## Opere
Tra le opere più importanti, ha diretto, con S. Dianich, il Nuovo Dizionario di Teologia (Cinisello Balsamo (MI) 1991, 8ª ed.), nonché la recente edizione totalmente rinnovata: Teologia (Cinisello Balsamo (MI) 2002). Ha curato inoltre la riedizione delle Schede Bibliche Pastorali (8 voll., Bologna, 1982-1987). Presso le Edizioni Dehoniane di Bologna ha diretto due importanti collane di argomento biblico: La Bibbia nella storia e (con Romano Penna) Scritti delle origini cristiane.

### Altre pubblicazioni
- Fede acquisita e fede infusa secondo Duns Scoto, Occam e Biel (Brescia 1968);
- L'anno della Resistenza italiana|liberazione (Brescia 1969);
- (con L. Commissari e E. Galbiati) I Salmi, (Brescia 1972);
- Il vangelo di Matteo (traduzione e commento), in: AA. VV., I vangeli (Assisi (PG) 1994, 8ª ed.);
- Il regno di Dio e Gesù di Nazareth, in: AA. VV., Conoscenza storica di Gesù (Brescia 1978);
- Le lettere di Paolo (traduzione e commento), voll. I-II (Roma 1990, 2ª ed.);
- Paolo di Tarso e le origini cristiane (Assisi (PG) 1985; 2002, 3ª ed.);
- La laicità del credente (Assisi (PG) 1987);
- (a cura di) La spiritualità del Nuovo Testamento (Bologna 1988);
- 1-2 Corinzi (Brescia 1989);
- Nuovo Testamento greco e italiano (Bologna 1990; 1993, 3ª ed.);
- Dio violento? Una lettura delle Scritture ebraiche e cristiane (Assisi (PG) 1991);
- (con L. Commissari) Canti d'amore nell'antico Israele (Bologna 1992; 2004, 2ª ed.);
- Davanti a Dio. Il cammino spirituale di Mosè, di Elia e di Gesù (Bologna 1995; 2001, 2ª ed.);
- La prima lettera ai Corinzi (Bologna 1996; 2005, 2ª ed.);
- (a cura di) Lettere di S. Paolo (Milano 1997);
- La Teologia di Paolo. Abbozzi in forma epistolare (Bologna 1999; 2001, 2ª ed.);
- Il vangelo di Dio nelle lettere di Paolo (Cinisello Balsamo (MI) 2002);
- Gesù ebreo di Galilea. Indagine storica (Bologna 2003; 2005, 5ª ed.);
- Il pensare dell'apostolo Paolo. Abbozzi in forma epistolare (Bologna 2004; 2005, 2ª ed.);
- Gesù di Nazaret e Paolo di Tarso. Confronto storico (Bologna 2007).
- Giuseppe Barbaglio, Aldo Bodrato, Quale storia a partire da Gesù?, collana Quaderni di S. Erasmo, Servitium, 2008,  p. 184, ISBN 978-88-8166-306-4.